# Сергий Тибериан
Сергий Тибериан или Сергий Тибериустиан (на латински: Sergius Tiberianus; Sergius Tiberiustianus) e политик и сенатор на Римската империя през 3 век.
През 221 – 222 г. той е управител на провинция Долна Мизия.